# クロロフィル

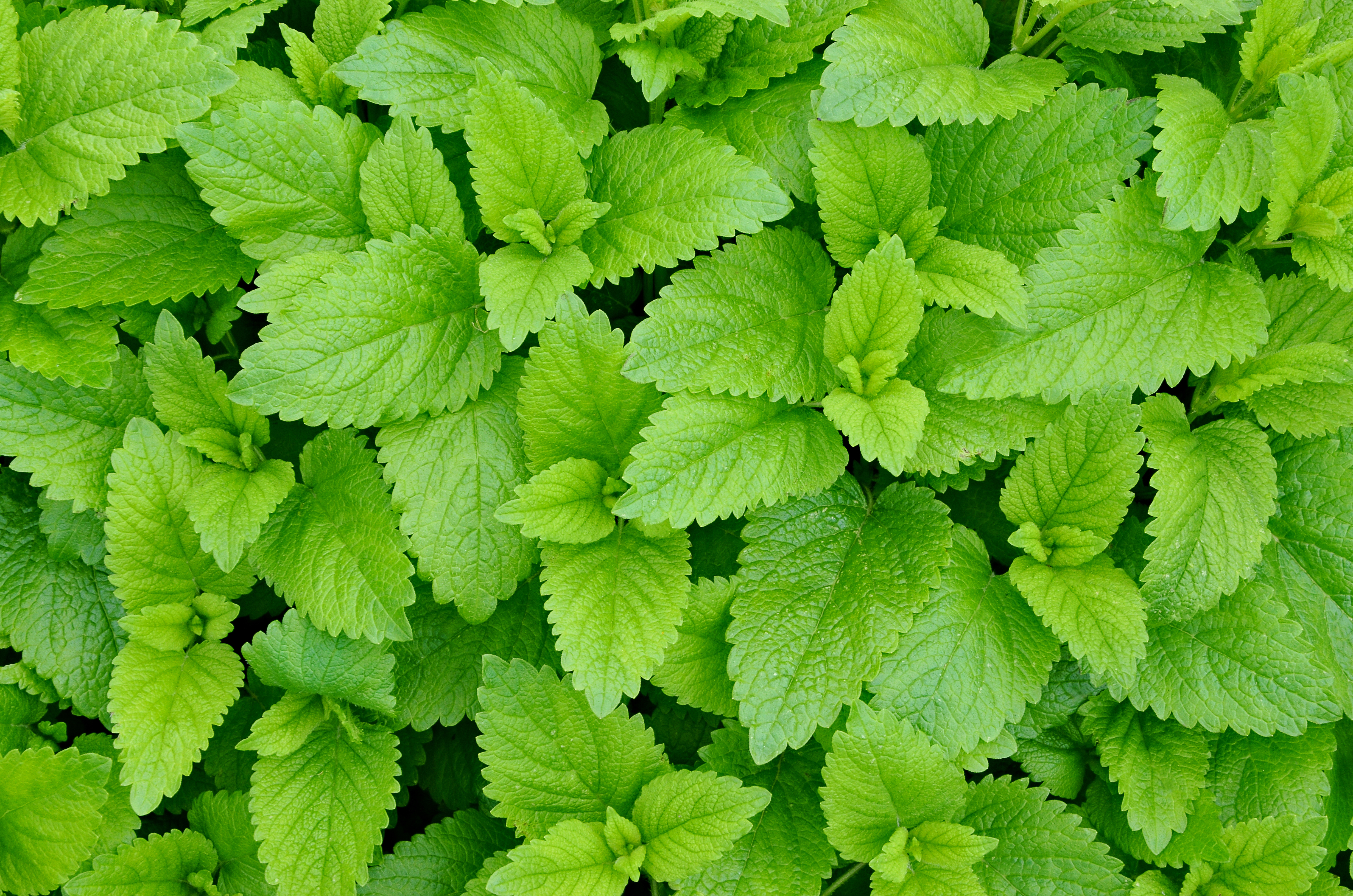
葉っぱの緑色

クロロフィルの1種、クロロフィルa の分子構造。マグネシウムが配位した
テトラピロール環（クロリン）に、長鎖アルコール（フィトール）がエステル結合している。

クロロフィル（Chlorophyll）は、光合成の明反応で光エネルギーを吸収する役割をもつ化学物質。葉緑素（ようりょくそ）ともいう。
4つのピロールが環を巻いた構造であるテトラピロールに、フィトール (phytol) と呼ばれる長鎖アルコールがエステル結合した基本構造をもつ。環構造や置換基が異なる数種類が知られ、ひとつの生物が複数種類をもつことも珍しくない。植物では葉緑体のチラコイドに多く存在する。
天然に存在するものは一般にマグネシウムがテトラピロール環中心に配位した構造をもつ。マグネシウム以外では、亜鉛が配位した例が紅色光合成細菌 Acidiphilium rubrum において報告されている。金属がはずれ、2つの水素で置換された物質はフェオフィチンと呼ばれる。抽出されたクロロフィルでは、化学反応によって中心元素を人工的に置換することができる。特に銅が配位したものはマグネシウムのものよりも光や酸に対して安定であり、化粧品や食品への添加物として利用される。 クロロフィルは水に不溶、アルコールに可溶、油脂に易溶な緑色色素で、着色料として認められている天然色素としては、単独で緑色を呈する唯一の色素である。
2010年にクロロフィルf の発見が報告された。NMR、質量分析法等のデータから構造式は C55H70O6N4Mg だと考えられている。波長が長くエネルギーの低い遠赤色光を吸収して、より高いエネルギーを必要とするクロロフィルaにエネルギーを渡すことが確認されている。

## 種類と構造

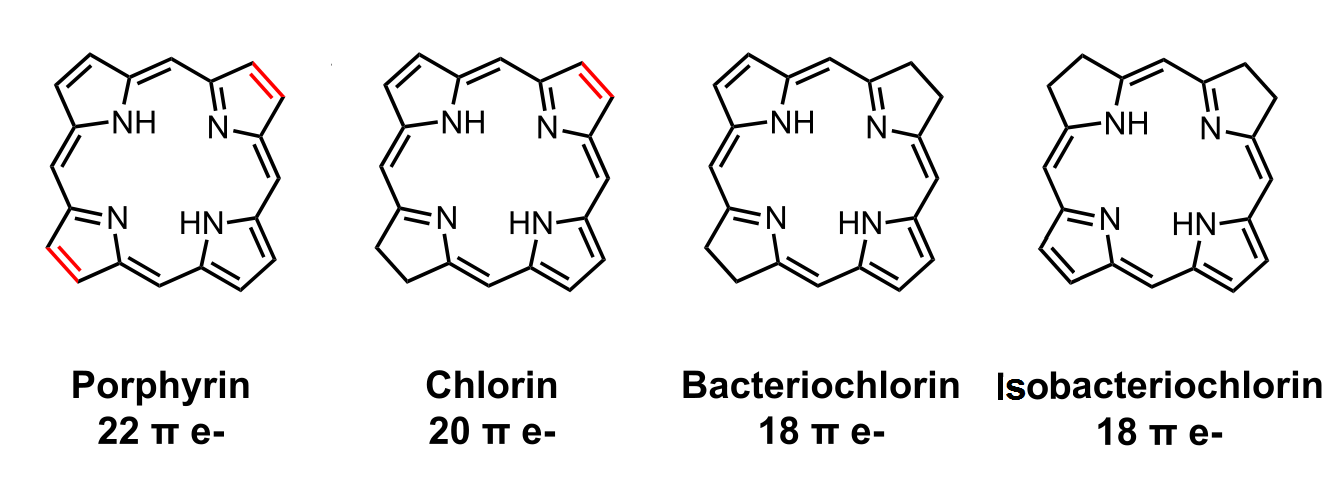
クロロフィルに見られる環構造。ポルフィリン、クロリン、バクテリオクロリン、イソバクテリオクロリン。

クロロフィルのうち、酸素発生型の光合成をおこなう植物およびシアノバクテリアが持つものはクロロフィル、酸素非発生型の光合成を行う光合成細菌が持つものはバクテリオクロロフィルと呼ばれる。
クロロフィル類の構造に含まれるテトラピロール環には、B環およびD環と呼ばれるピロール環の不飽和状態が異なるポルフィリン、クロリン、バクテリオクロリンの3種類が存在する。どのピロール環も飽和していないものをポルフィリン、D環の C17-C18 結合のみ飽和したものをクロリン、D環の C17-C18 結合およびB環の C7-C8 結合の両方が飽和したものをバクテリオクロリンと呼ぶ。
クロロフィル類の名称は、テトラピロール環の種類および結合している置換基によって区別され、発見された順にアルファベットが付与されている。クロロフィルとバクテリオクロロフィルのアルファベットの順番は一致していない。
|                | 位置番号                  | C17-C18 結合 （環の種類） | C2位    | C3位    | C7位    | C8位              | C17位             | 分子式       | 主な分布 |
| クロロフィルa  |                           | 単結合 （クロリン）       | -CH3    | -CH=CH2 | -CH3    | -CH2CH3           | -CH2CH2COO-Phytyl | C55H72O5N4Mg | 一般     |
| クロロフィルb  | 単結合 （クロリン）       | -CH3                      | -CH=CH2 | -CHO    | -CH2CH3 | -CH2CH2COO-Phytyl | C55H70O6N4Mg      | 植物         |          |
| クロロフィルc1 | 二重結合 （ポルフィリン） | -CH3                      | -CH=CH2 | -CH3    | -CH2CH3 | -CH=CHCOOH        | C35H30O5N4Mg      | 藻類         |          |
| クロロフィルc2 | 二重結合 （ポルフィリン） | -CH3                      | -CH=CH2 | -CH3    | -CH=CH2 | -CH=CHCOOH        | C35H28O5N4Mg      | 藻類         |          |
| クロロフィルd  | 単結合 （クロリン）       | -CH3                      | -CHO    | -CH3    | -CH2CH3 | -CH2CH2COO-Phytyl | C54H70O6N4Mg      | 藍藻         |          |
| クロロフィルf  | 単結合 （クロリン）       | -CHO                      | -CH=CH2 | -CH3    | -CH2CH3 | -CH2CH2COO-Phytyl | C55H70O6N4Mg      | 藍藻         |          |

クロロフィルa
クロロフィルb
クロロフィルc1
クロロフィルc2
クロロフィルd
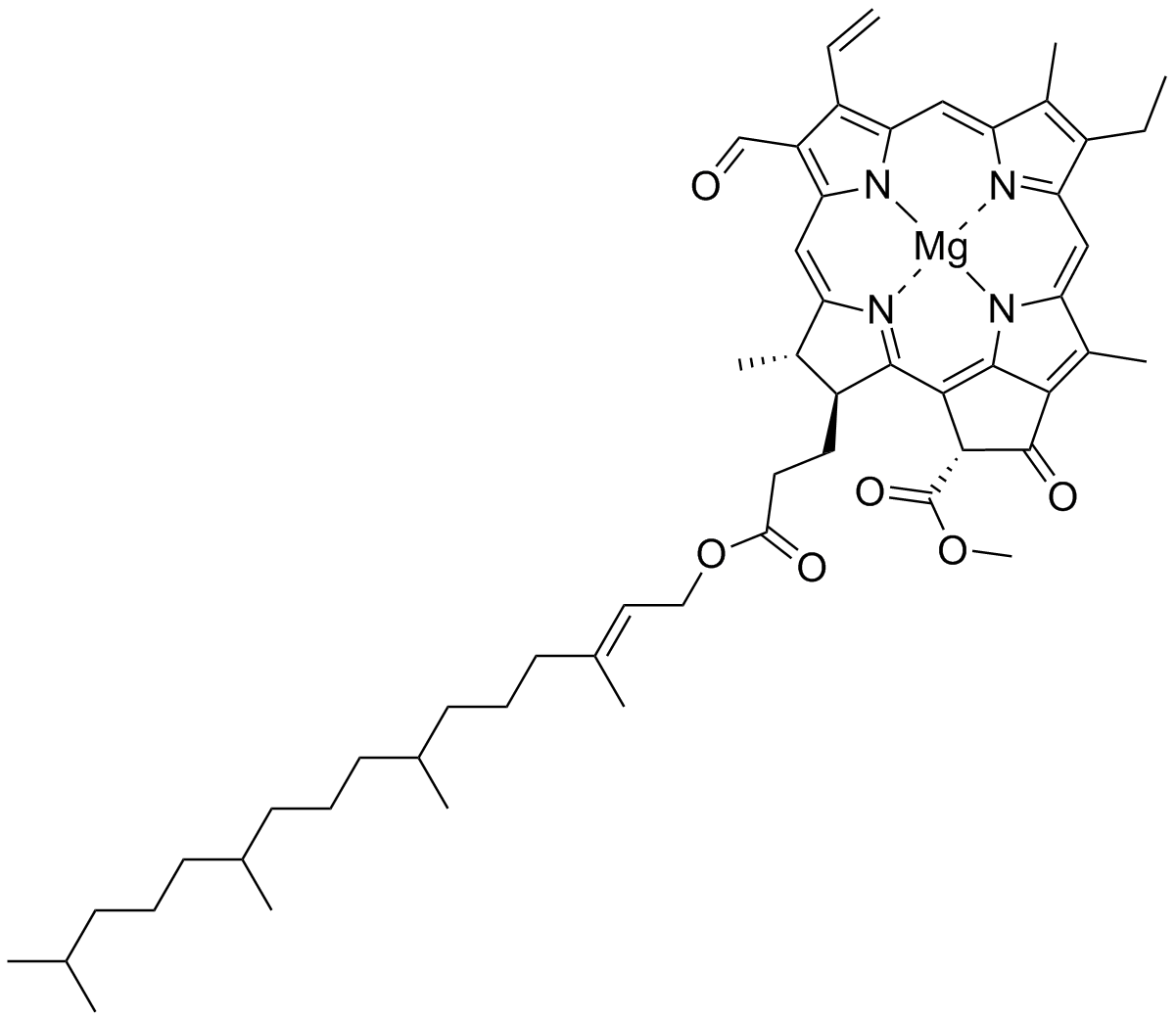
クロロフィルf

- バクテリオクロロフィル類
  - バクテリオクロロフィルa - バクテリオクロリン環を持つ。
  - バクテリオクロロフィルb - バクテリオクロリン環を持つ。
  - バクテリオクロロフィルc - クロリン環を持つ。
  - バクテリオクロロフィルd - クロリン環を持つ。
  - バクテリオクロロフィルe - クロリン環を持つ。
  - バクテリオクロロフィルf - クロリン環を持つ。
  - バクテリオクロロフィルg - バクテリオクロリン環を持つ。

## 性質

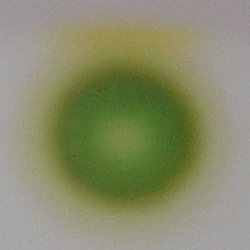
クロロフィルのクロマトグラフィー

クロロフィルのテトラピロール環部分はヒドロキシル基あるいはカルボキシル基などの置換基をもつものが多く、比較的親水性が高い。一方、長鎖アルコール部分は疎水性である。
生体から抽出する場合は、メタノールやエタノールを溶媒とする。乾固されたものは粉末状で、メタノールやエタノールのほか、アセトンやジエチルエーテルにも溶解する。文献などに記載されている吸収波長はジエチルエーテル、アセトン、メタノールなどに溶解されたものであることが多い。
植物などから抽出したクロロフィル類は、クロマトグラフィーによって容易に分離することができる。この現象は1906年にミハイル・ツヴェットによって発見され、その鮮やかな色から「クロマトグラフィー」の語源ともなった。植物に特有の色素のため（光合成バクテリアを除いて）、植物、とくに植物プランクトンの現存量の指標に用いられている。

### 光の吸収

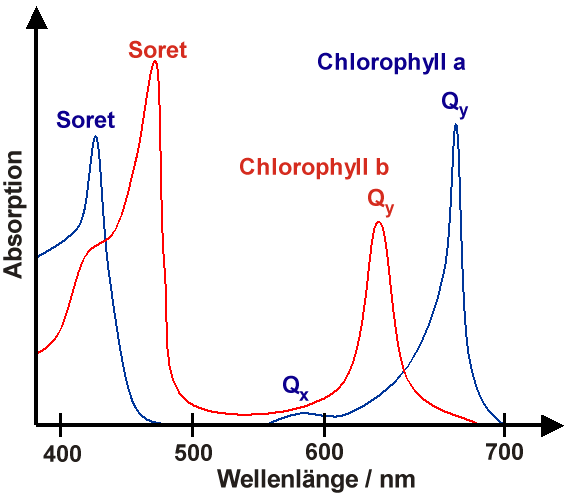
クロロフィルa（青）およびクロロフィルb（赤）の吸収スペクトル

クロロフィルは、構造中のテトラピロール環に由来する強い色を持ち、多くはその名の通り緑色に見える。テトラピロールは450 nm付近700 nm付近に特徴的な鋭い吸収帯を持ち、それぞれ B帯（またはソーレー帯）、Q帯と呼ばれる。吸収波長域はテトラピロール環の種類によって大まかに決定されるが、置換基や結合タンパク質、溶媒の種類など、環境によってシフトする。
酸素発生型光合成系において反応中心色素として用いられるクロロフィルaは、NADPH合成に関与する光化学系I複合体では700 nmの波長の光を吸光し、水の光分解に関与する光化学系II複合体では680 nmの波長の光を吸光する。シアノバクテリアを除く光合成バクテリアでは反応中心色素としてバクテリオクロロフィルa もしくはバクテリオクロロフィルb が用いられているが、光化学複合体としての吸収は種によって異なり750-850 nmである。
植物にはクロロフィルaとbを相互変換する酵素があり、外部環境に応じてaとbの比率を変化させ適応している可能性がある。

## 生体での役割

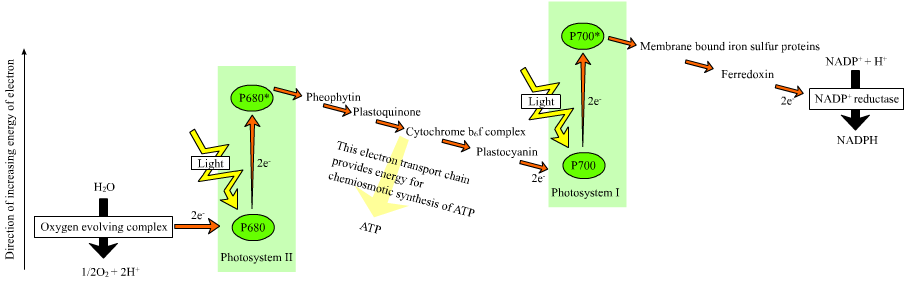
光合成におけるクロロフィルの役割の概略。緑色で囲われた過程で光を吸収し、酸化還元反応を進行させる自由エネルギーへと変換する。

光合成において、クロロフィルは光エネルギーを効率よく吸収して化学エネルギーへと変換する、光アンテナとしての役割をもつ。植物の光合成でクロロフィルが光を吸収する過程は2段階あり、それぞれ PSI（光化学系I）および PSII（光化学系II）と呼ばれる。効率よく光を利用するため、PSIとPSIIでは利用する光の波長が異なる。
PSIIにおいて、クロロフィルa は光を吸収して励起され、励起電子を放出する。クロロフィルaから失われた分の電子は水を酸素に酸化することで補充する。
PSIIで発生した励起電子は電子伝達系に受け渡され、プロトンポンプを作動させてプロトン勾配を形成した後、PSIへと移動する。
PSIのクロロフィルa は光を吸収して励起電子を放出し、この電子はNADPHの生成に利用される。放出した電子はPSIIから移動してきた電子によって補充される。
これら光化学系の内外には、集光色素としてのクロロフィル分子が多数存在する。緑色植物では、クロロフィルaとクロロフィルbが主で、ケイ藻や褐藻などの二次共生藻では、クロロフィルcを含んでいる。

## 誘導体
クロロフィルの誘導体
- フェオフィチン - クロロフィルからマグネシウムを取り除いた物質
- クロロフィリド（英語版） - クロロフィルから側鎖(フィトール)を取り除いた物質
- フェオホルビド - クロロフィルからマグネシウムと側鎖を取り除いた物質
- ピロフェオホルビド
- クロリン - ポルフィリンに似ている環状の骨格分子
- 銅クロロフィル - マグネシウムの代わりに銅を配位したクロロフィル
- クロロフィリン（英語版） - クロロフィルから人工的に側鎖を取り除いた物質。構造はクロロフィリドに似ている

## 利用

### 食品からの摂取
ホウレンソウ、パセリ、レタスに比較的多く含まれている。

### 食品添加物
着色料として欧州および米国にて食品添加物として認可されている。E番号はE140およびE141(銅錯体)。日本では、銅クロロフィルと銅クロロフィリンNa塩が認可されている。

### サプリメント
種類
クロロフィル系の栄養補助食品には植物性プランクトンなどの加工の程度によりいくつかの種類がある。
- クロレラやスピルリナ[要出典]など植物性プランクトンそのもの。消化がよくなるように加工したものもある。
- クロロフィルだけを抽出したもの。分子の構造上、側鎖が長いため疎水性が高い。
- 抽出したクロロフィルをさらに水溶性が高くなるクロロフィリン（英語版）にまで化学的に変化させたもの。

錯体金属
クロロフィルおよびクロロフィリンでは錯体の金属を調整している製品もある。Na, Cu, Fe, Mg など製品により異なる。

## 安全性
- 光線過敏毒性 - 酸性環境下や酵素(クロロフィラーゼ（英語版）)の存在下ではクロロフィルからフェオホルビドaが生成しやすい。